# Gefecht um Abemama
Das Gefecht um Abemama war Teil der Schlacht um die Gilbertinseln Ende November 1943 während des Pazifikkriegs. Es endete mit der Einnahme des Atolls durch die amerikanischen Marines.

## Vorgeschichte
Die Eroberung der Gilbertinseln war der erste Schritt in der von Admiral Nimitz bevorzugten Taktik des so genannten „Island Hopping“ (Inselspringen) über die kleinen Atolle Mikronesiens. Die Inseln und Inselgruppen der britischen Kolonie der Gilbertinseln bilden eine Kette von Atollen, deren höchste Erhebungen zumeist nur wenige Meter über dem Meeresspiegel liegen. Sie befanden sich zum Zeitpunkt der Schlacht genau zwischen den wichtigen japanischen Stützpunkten auf den Marshallinseln und den Karolinen, und den amerikanischen Stützpunkten im Süden. Ihre Eroberung war daher unerlässlich für den Plan, nach und nach auf Japan vorzurücken. Abemama selbst liegt etwa 120 km südwestlich von Tarawa, einem der wichtigsten Landungsziele während der Operation. Die Japaner hatten Abemama zwischen dem 31. August und dem 4. September 1942 eingenommen, dort aber nur eine kleine Besatzungseinheit von 25 Mann stationiert.
Die Amerikaner wählten das Atoll als Ziel für eine Landung aus, da die große Lagune als Nachschubbasis für ihre Pazifikflotte im Vormarsch auf Japan geradezu prädestiniert war.

## Die Schlacht
Operation Galvanic, so der Deckname des Gesamtunternehmens für die Einnahme der Gilbertinseln, startete am 20. November 1943. Zur Erkundung von Abemama war die 5th Amphibious Reconnaissance Company vorgesehen, die aus insgesamt 78 Mann bestand, davon 68 Marines. Diese befanden sich an Bord des U-Boots Nautilus, das am späten Nachmittag untergetaucht das Atoll mittels des Periskops beobachtete. Die Marines sollten im Schutz der Dunkelheit auf den sechs Hauptinseln des Atolls landen und diese erkunden, bis in den nächsten Tagen die Hauptinvasionseinheiten eintreffen würden. Die beste Möglichkeit, durch das Riff zu kommen, bestand darin, auf die Flut zu warten und so wurde die Ausschiffungszeit auf 0:30 Uhr des 21. November festgelegt.
Mittels Schlauchbooten begaben sich die Marines zur festgelegten Zeit auf den Weg zu den Inseln. Unter großen Schwierigkeiten – versagende Außenbordmotoren und die scharfen Korallenbänke – erreichten sie ihr Ziel gegen 3:30 Uhr. Unterdessen hatte die Nautilus begonnen, das Atoll unter Feuer zu nehmen.
Als die Einheit erkannte, dass die auf Abemama stationierten Japaner ihnen zahlenmäßig unterlegen waren, entschieden sie sich dazu, nicht auf die vorgesehenen Invasionseinheiten zu warten, sondern Abemama sofort einzunehmen. Einheimische berichteten ihnen, dass die meisten japanischen Besatzer sich in einer Funkstation auf der Insel OTTO (Deckname der Marines) aufhielten und von der Landung der Amerikaner wussten.
Es dauerte dann aber bis zum Abend des 25. November, die sechs Inseln des Atolls einzunehmen und zu sichern. Die Japaner leisteten heftige Gegenwehr und erst der Einsatz von Bordwaffen des Zerstörers Gansevoort, der am Abend des 24. November vor der Westpassage des Atolls eintraf, brachte die endgültige Wende.
14 Japaner kamen im Feuer der USS Nautilus, der USS Gansevoort und den Folgekämpfen mit den Marines um, der Rest beging Suizid. Die US-Amerikaner beklagten zwei Tote und einen Verwundeten.
Am 26. November traf die eigentliche Invasionstruppe auf den Transportern USS Harris und USS President Monroe ein. Sie errichteten mit Hilfe von 95 Seabees bis zum 17. Dezember ein Flugfeld (O’Hare Field) mit einer 2130 m langen Start- und Landebahn. Das Atoll wurde über einen neu angelegten Kanal versorgt, der breit genug war, so dass zwei LSTs ihn befahren konnten.